# Візенталь (Тюрингія)
Візенталь (нім. Wiesenthal) — громада в Німеччині, розташована в землі Тюрингія. Входить до складу району Вартбург. Складова частина об'єднання громад Дермбах.
Площа — 13,57 км2. Населення становить 731 ос. (станом на 31 грудня 2021).